# Religiose libanesi maronite
Le Religiose Libanesi Maronite (in francese Religieuses Libanaises Maronites; sigla R.L.M.) sono un istituto religioso femminile di diritto pontificio.

## Storia
All'epoca della fondazione dell'ordine antoniano i monasteri erano doppi e le religiose conducevano vita comune in chiesa, cucina e refettorio insieme con i religiosi.
Nel 1729 'Abdallah Qaraali, vescovo di Beirut e tra i fondatori dell'ordine, scrisse al papa che la coabitazione di monaci e monache stava causando grandi turbamenti e che, per tale motivo, aveva deciso di destinare alle religiose un monastero della sua diocesi in modo che esse non potessero avere relazioni con i religiosi; Qaraali scrisse anche una regola in 12 capitoli per le religiose, promulgata nel 1725.
Il progetto fu realizzato solo nel 1736, quando il concilio libanese di Louaizeh decretò ufficialmente la separazione del ramo femminile dall'ordine: alle religiose fu destinato il monastero di Mar Elias; seguirono quelli di Mar Sassine, Mar Maroun, Mar Youssef e Saydat Hrache. Tutti i monasteri erano tra loro autonomi e soggetti al superiore generale degli antoniani e al vescovo del luogo.
Nel 1948 le religiose, che fino ad allora avevano osservato una rigida clausura, ottennero di abbandonare la vita contemplativa per dedicarsi all'apostolato attivo, aprendo scuole femminili.

## Attività e diffusione
Le religiose si dedicano all'istruzione e all'educazione cristiana della gioventù.
Sono presenti in varie località del Libano; la sede generalizia è presso il Couvent Saint Jean-Le Bien Aimé di Jeita.
Alla fine del 2015 l'istituto contava 132 religiose in 7 case.